# Comtat de Beichlingen
El comtat de Beichlingen fou una jurisdicció del Sacre Imperi Romanogermànic, centrada a la ciutat de Beichlingen a Turíngia. El primer que va agafar el títol fou Kunó de Northeim, fill d'Otó, comte de Northeim i duc de Baviera. Kunó fou assassinat el 1104. Després apareix Frederic I, casat amb Heleburga de Gleichen, assassinat el 1159, al que va succeir el seu fill Reinboto mort el 1182, seguit del seu germà Frederic II, mort el 1189.

## Llista de comtes
- Otó de Northeim ?-1104.
- Frederic I 1104-1159
- Reinbodo 11159-1182
- Frederic II 1159-1189
- Frederic III 1189-1216
- Frederic IV 1216-1252
- Divisió en Beichlingen-Rothenburg i Beichlingen-Beichlingen.

## Línia Beichlingen-Beichlingen
- Frederic V (a Lahre i Beichlingen) 1252-1283
- Gunzelin I .1283- ?
- Frederic VI 1283-1320.
- Enric I 1283-1320
- Frederic IX 1305-1320
- Separació de Beichlingen-Sachsenburg
- Frederic X 1320-1343
- Enric IV 1343-1384
- Herman III (a Sachsenburg) 1343-1378
- Frederic XIV 1384-1426 (+1454)
- Gunzelin III 1426
- Bussó 1426-1444
- Gerard IV 1426-1434
- Frederic XV 1426
- Joan 1426-1485
- Herman IV 1485-1489
- Kasper 1485-1494
- Adam 1485-1538
- Frederic XVII 1485-1542
- Hugbert 1538-1549
- Lluís Albert 1538-1556
- Felip Guillem 1549-1553
- Bartomeu Frederic 1553-1567
- A Gleichen

## Línia Beichlingen-Rothenburg
- Frederic VI 1252-1313
- Gerard I 1313-1328
- Herman II 1300-1320
- Frederic VII 1300-1333
- Enric II 1300-1333
- Frederic VIII 1300-1333.
- Frederic XI (a Rothenburg) 1328-1356 ..
- Albert (a Brücken) 1328-1362
- Gerard II (a Brunn) 1333-1346
- Enric V 1356-1366
- Gerard III 1356-1381
- Frederic XIII 1362
- Enric VI 1366

## Línia Beichlingen-Sachsenburg
- Enric III 1320
- Frederic XII 1322-1345
- Gunzelin II vers 1331
- A Beichlingen-Beichlingen